# Mathieu Fortin
Pour les articles homonymes, voir Fortin.
Mathieu Fortin, né le 14 mars 1979 à La Tuque au Québec, est un écrivain québécois de la Mauricie.

## Biographie
Né à La Tuque le 14 mars 1979, Mathieu Fortin fonde en 2003 le fanzine Brins d'éternité qui publie son premier numéro en 2004. Son travail au sein de Brins d'éternité lui permet de remporter deux prix Boréal  et une nomination aux prix Aurora[réf. nécessaire].
À partir de 2019, il se consacre totalement à l'écriture.

## Œuvres

### Livres
- Le Loup du sanatorium, novella, éditions Les Six Brumes, collection NOVA  (ISBN 978-2-9809632-4-7), printemps 2008
- Terreur au camp d'hiver, (sous le pseudonyme de Zachary Icks), éditions Z'ailées, collection Zone Frousse, printemps 2009.
- Les fantômes de Péka, éditions Z'ailées, collection Zone Frousse, printemps 2009.
- Le hall des Infâmes, éditions Z'ailées, collection Zone Frousse, automne 2009.
- Entités 1: Le jour de l'éveil, éditions Trampoline, automne 2009
- Le protocole Reston, roman, éditions Coups de tête, automne 2009
  - Le protocole Reston, réédition au format poche, éditions Numéro de série, automne 2016
- Le mâle idéal, novella, éditions Z'ailées, collection Série Obzcure, automne 2009
- Le Serrurier, roman, éditions Coups de tête, printemps 2010
- Entités 2: Trahisons, éditions Trampoline, automne 2010
- Morphoses, recueil de nouvelles, éditions Les Six Brumes
- Le royaume des âmenivores, éditions Z'ailées, collection Zone Frousse, automne 2010.
- Les morts ont marché, éditions Caractère, collection Mène ta propre enquête, novembre 2011.
  - Les morts ont marché (réédition), éditions SCARAB, collection Livre dont tu es l'enquêteur, 2021.
- La volonté d'Odi, éditions Porte-Bonheur, collection Clowns-Vengeurs, printemps 2012
- Enraciné, recueil de nouvelles, collection Frontières, éditions Les Six brumes, automne 2012
- Maîtresse des Ombres, éditions Porte-Bonheur, collection Clowns-Vengeurs, 2013
- Cancer, éditions Coups de tête, 2013
- Mathias, éditions Guy Saint-Jean, collection C MA VIE, 2016
- Lucas, éditions Guy Saint-Jean, collection C MA VIE, 2017[4]
- Nozophobia, éditions Bayard Canada, collection Crypto, 2018[5]
- Prisonniers du gym, éditions Bayard Canada, 2018[6]
- Nathan, éditions Guy Saint-Jean, collection C Ma Vie, 2018[7]
- Un problème de taille, éditions Foulire, collection Bonzaï, 2019[8]
- Héritage maudit, éditions ADA, collection Corbeau, série MENVATTS, 2019[9]
- L'ombre du rôdeur, éditions Héritage, collection Frissons, 2019 
  - L'ombre du rôdeur, éditions Frissons, collection Frissons de poche, 2023
- Énigme fatale, éditions Héritage, collection Sphinx, 2019[10].
  - Énigme fatale, éditions Frissons, collection Sphinx de poche, 2023[11].
- Transfert mortel, éditions Héritage, collection Frissons, 2020[12]
  - Transfert mortel, éditions Frissons, collection Frissons de poche, 2024[13].
- L'Étincelle, Maxime Superpuissante 01, éditions Andara, 2020[14]
- Chroniques d'un quêteur d'histoires, MRC de Nicolet-Yamaska, 2020[15].
- Nouvelles légendes de feu de camp, Mathieu Fortin éditions, 2020[16]
- La pal-piquante aventure de Taco, éditions Andara, collection Mon mini-big à moi, 2020
- Prisonniers du centre d'achats, éditions Bayard Canada, collection Zèbre, 2020
- Défis virtuels, éditions Héritage, collection Sphinx, 2021
- Le Frisson, Maxime Superpuissante 02, éditions Andara, 2021[17]
- Mission sauvetage, Maxime Superpuissante 03, éditions Andara, 2021[18]
- Destination finale: Immersion, éditions Héritage, collection Véga, 2021[19]
- Prisonniers de la cabane à sucre, éditions Bayard Canada, collection Zèbre, 2022 [20]
- Survivras-tu à la nuit de l'horreur?, éditions SCARAB, collection Survivras-tu?, 2022 [21]
- Destination finale: Distorsion, éditions Héritage, collection Véga, 2022[22]
- L'affrontement final, Maxime Superpuissante 04, éditions Andara, 2022[23]
- Prisonniers de l'école, éditions Bayard Canada, collection Zèbre, 2023
- Destination finale: Déconnexion, éditions Héritage, collection Véga, 2023[24]
- Légendes étranges pour une nuit sans lune, éditions Planète Rebelle, 2023[25]
- Panique à Nozophobia, éditions Bayard Canada, collection Oser lire, 2023[26].
- Le sang des monstres, éditions Andara, collection CHAOS, 2024[27].
- Légendes étranges pour une nuit sanglante, éditions Planète Rebelle, collection Lune Rouge, 2024[28].
- Illusion virtuelle, éditions Héritage, collection CLIK, 2024[29].

### Projet "Ton aventure"
Cette initiative du Comité régional pour la valorisation de l'éducation, un organisme de Lanaudière, vise à favoriser la réussite éducative des élèves du primaire et du secondaire en leur offrant des romans dont vous êtes le héros disponibles gratuitement en ligne. La lecture se fait sur le site web du projet.
- À la rescousse des chats disparus, 2018.
- Survivant extrême, 2018[32].
- Chaton mignon cherche sa maison, 2019
- Les moniteurs ont disparu, 2019
- Une odeur de fin du monde, 2019[33]
- Il faut sauver la fée des dents, 2021
- L'Orbe du destin, 2021
- Le dernier espoir, 2021[34]

### Documentaires
- 100 inventions qui ont changé notre quotidien, éditions Petits Génies, 2020[35]
- 100 mystères et découvertes qui ont changé le monde, éditions Petits Génies, 2020[36]
- 100 découvertes sur l'espace pour tout savoir sur la conquête spatiale, éditions Petits Génies, 2021[37]
- 100 faits étonnants sur le corps humain, éditions Petits Génies, 2021[38]
- À la découverte des dinosaures, éditions Petits Génies, 2021[39]
  - Big Book of Dinosaurs: A Visual Exploration of the Creatures Who Ruled the Earth, Little Genius Books, 2021[40]
  - Big book of Dinosaurs, Shoebox Media, 2022[41]
- Mon encyclopédie junior du Québec, éditions Petits Génies, 2021[42]
- 300 découvertes qui ont changé le monde, éditions Petits Génies, 2022[43]
  - 300 funtastic facts, Shoebox Media, 2022[44]
- Mon encyclopédie junior des merveilles du monde, éditions Petits Génies, 2022[45]
- Mon encyclopédie junior des villes du monde, éditions Petits Génies, 2022[46]
- 100 faits exceptionnels sur la planète Terre, éditions Petits Génies, 2022[47]
- Mon atlas géant, éditions Petits Génies, 2022[48]
- À la découverte de la nature du Québec, éditions Petits Génies, 2023[49].
- Si j'étais un crabe,  éditions Petits Génies, 2023.[50]
- Si j'étais un panda,  éditions Petits Génies, 2023[51].
- Si j'étais une abeille, éditions Petits Génies, 2024.[52]
- Si j'étais un singe, éditions Petits Génies, 2024. [53]
- 100 personnages qui ont marqué l'histoire, éditions Petits Génies, 2024[54].

### Collectifs
- Équinoxe (collectif), Réalités, nouvelle de science-fiction, éditions Les Six Brumes, avril 2004
- Point Cardinal (collectif interdisciplinaire), Girouest, en collaboration avec l'artiste Winji, éditions La petite barque, 2014.
- Des nouvelles du père (collectif), Poupon surprise, nouvelle, éditions Québec/Amérique, 2014.
- Duos à 8 clos (collectif), Contes du Vieil Hotel: Cet enfant n'est pas mort, nouvelle, éditions Les Pelleteurs de nuages, 2014.
- 13 peurs (collectif), Bienvenue à Nozophobia, nouvelle, éditions Bayard Canada, 2015
- Contes, légendes et récits du Centre-du-Québec (collectif dirigé par Jean-Pierre April), L'homme qui plantait des églises (réédition), éditions Trois-Pistoles, 2016
- Crépuscules (collectif), Cet enfant n'est pas mort  (réédition), éditions Les Six Brumes, 2022[55]

## Bourses, prix et mentions
Prix
- Lauréat, Prix Georges-Dor 2018, remis par la SSJB[56] Centre-du-Québec.
- Lauréat, GalArt 2017, catégorie Littérature[57].
- Prix Boréal du Meilleur fanzine 2004, pour Brins d’éternité.
- Prix Boréal du Meilleur fanzine 2005, pour Brins d’éternité.
- Lauréat, GalArt 2012, catégorie Littérature.
- Lauréat, gala Éclair de Jeunesse, catégorie Jeune Art et Culture, 2012
- Sélection de Communication Jeunesse 2010 pour Entités 1: Le jour de l'éveil
- Sélection de Communication Jeunesse 2011 pour Entités 2: Trahisons.

Mentions
- Mention du jury du concours du Festival du texte court de Sherbrooke 2006 pour la nouvelle Réceptacle de mots.
- Finaliste au Prix Pépin 2006 pour la nouvelle Le prix à payer.
- Finaliste au Prix Aurora 2006, catégorie Accomplissement fanique (publication), pour Brins d'éternité[58]
- Finaliste au Prix Aurora 2006, catégorie Meilleure nouvelle en français, pour La danse de la mer (Le Bilboquet, 2005)
- Finaliste au Prix Aurora 2008, catégorie Meilleure nouvelle en français, pour Le Luthier[59].
- Mention du jury, prix Cécile-Gagnon 2008, pour Le loup du sanatorium.
- Finaliste au Prix Aurora 2009, catégorie Meilleur roman en français, pour Le protocole Reston[60]
- Finaliste aux Prix Aurora 2010, catégorie Meilleur roman en français, pour Le serrurier
- Finaliste aux prix Aurora 2010, catégorie Meilleur ouvrage en français (autre) pour Morphoses
- Finaliste, GalArt 2011, catégorie Littérature.
- Finaliste, Galart 2018, prix Littérature
- Finaliste, Créateur de l'année du CALQ-Centre-du-Québec, 2018[61]

## Événements
Mathieu Fortin participera au 37e Salon du livre de Trois-Rivières qui aura lieu du 27 au 30 mars 2025.